# Cristiano Augusto di Sassonia-Zeitz
Christian August von Sachsen-Zeitz, in italiano Cristiano Augusto di Sassonia-Zeitz (Zeitz, 9 ottobre 1666 – Ratisbona, 23 agosto 1725) fu arcivescovo di Strigonio e primate d'Ungheria.
Era figlio del duca Maurizio di Sassonia-Zeitz (1619 – 1681) e di Dorotea Maria di Sassonia-Weimar (1641 – 1675).

## Biografia
Fu cavaliere dell'Ordine Teutonico e nel 1693 si convertì al cattolicesimo, divenendo prevosto del Duomo di Colonia (1696 – 1725), vescovo di Raab (1696 – 1725) ed il 17 maggio 1706 fu fatto cardinale-prete da papa Clemente XI, ma non ricevette mai il titolo.
Dovendo il cugino Federico Augusto I di Sassonia convertirsi al cattolicesimo per poter aspirare al trono polacco, Cristiano Augusto lo istruì segretamente nella nuova fede, del che successivamente rilasciò attestato autenticato dall'Internunzio apostolico.
Cristiano Augusto divenne nel 1707 arcivescovo di Strigonio e di conseguenza fu nominato primate d'Ungheria.
Ricoprì la carica di rappresentante imperiale quale primo commissario presso il parlamento di Regensburg.
In occasione della vittoria sui turchi a Belgrado (17 agosto 1717), Cristiano Augusto organizzò il 26 ottobre, in rappresentanza dell'imperatore Carlo VI presso il Parlamento, una sontuosa festa nella sala dei cavalieri di Sant'Emmeramo.
A seguito del decesso del fratello maggiore, duca Maurizio Guglielmo di Sassonia-Zeitz (1664 – 1718), che non aveva lasciato eredi maschi (e che si era anch'egli convertito al cattolicesimo, proprio grazie al fratello cardinale), avrebbe dovuto divenire l'erede del ducato ma avendo preso i voti monastici, il Ducato di Sassonia-Zeitz fu incorporato nel principato di Sassonia, secondo le volontà del nonno paterno Giovanni Giorgio I, principe elettore di Sassonia (1585 – 1656).
Non partecipò ad alcun conclave.
La sua salma, inumata inizialmente nella cattedrale di Ratisbona, è stata successivamente traslata in una tomba monumentale a Bratislava.

## Genealogia episcopale e successione apostolica
La genealogia episcopale è:
- Cardinale Guillaume d'Estouteville, O.S.B.Clun.
- Papa Sisto IV
- Papa Giulio II
- Cardinale Raffaele Sansone Riario
- Papa Leone X
- Papa Paolo III
- Cardinale Francesco Pisani
- Cardinale Alfonso Gesualdo di Conza
- Papa Clemente VIII
- Cardinale Pietro Aldobrandini
- Cardinale Laudivio Zacchia
- Cardinale Antonio Barberini, O.F.M.Cap.
- Cardinale Marcantonio Franciotti
- Papa Innocenzo XII
- Cardinale Leopold Karl von Kollonitsch
- Cardinale Christian August von Sachsen-Zeitz

La successione apostolica è:
- Cardinale Giovanni Battista Bussi (1706)
- Arcivescovo Imre Esterházy, O.S.P.P.E. (1708)
- Vescovo Otto János Teofil Tóth von Volkra (1710)
- Vescovo Hugo František von Königsegg-Rothenfels (1711)
- Vescovo Johann Adam von Wratislaw von Mitrowitz (1711)
- Vescovo Georgius Gyllany (1714)
- Vescovo Gábor Antal Erdődy (1715)
- Vescovo Gottfried Langwerth von Simmern (1717)

## Ascendenza
|                                                  |                                         |                                               | Genitori                                           |  |  | Nonni |  |  | Bisnonni                                      |  |  | Trisnonni                                   |  |
|                                                  |                                         |                                               |                                                    |  |  |       |  |  | 8. Christian I, principe elettore di Sassonia |  |  | 16. August I, principe elettore di Sassonia |  |
|                                                  |                                         |                                               |                                                    |  |  |       |  |  | 8. Christian I, principe elettore di Sassonia |  |  | 16. August I, principe elettore di Sassonia |  |
|                                                  |                                         | 17. Anna af Danmark                           |                                                    |  |  |       |  |  | 8. Christian I, principe elettore di Sassonia |  |  |                                             |  |
| 4. Johann Georg I, principe elettore di Sassonia |                                         |                                               |                                                    |  |  |       |  |  | 8. Christian I, principe elettore di Sassonia |  |  |                                             |  |
|                                                  |                                         | 9. Sophie von Brandenburg                     | 18. Johann Georg, principe elettore di Brandeburgo |  |  |       |  |  |                                               |  |  |                                             |  |
|                                                  |                                         | 9. Sophie von Brandenburg                     | 18. Johann Georg, principe elettore di Brandeburgo |  |  |       |  |  |                                               |  |  |                                             |  |
|                                                  |                                         | 9. Sophie von Brandenburg                     | 19. Sabina von Brandenburg-Ansbach                 |  |  |       |  |  |                                               |  |  |                                             |  |
| 2. Moritz, duca di Sassonia-Zeitz                |                                         | 9. Sophie von Brandenburg                     |                                                    |  |  |       |  |  |                                               |  |  |                                             |  |
|                                                  |                                         | 10. Albrecht Friedrich, duca di Prussia       | 20. Albrecht I, duca di Prussia                    |  |  |       |  |  |                                               |  |  |                                             |  |
|                                                  |                                         | 10. Albrecht Friedrich, duca di Prussia       | 20. Albrecht I, duca di Prussia                    |  |  |       |  |  |                                               |  |  |                                             |  |
|                                                  |                                         | 10. Albrecht Friedrich, duca di Prussia       | 21. Anna Maria von Braunschweig-Lüneburg           |  |  |       |  |  |                                               |  |  |                                             |  |
| 5. Magdalena Sibylle von Preußen                 |                                         | 10. Albrecht Friedrich, duca di Prussia       |                                                    |  |  |       |  |  |                                               |  |  |                                             |  |
|                                                  |                                         | 11. Marie Eleonore von Jülich-Kleve-Berg      | 22. Wilhelm, duca di Jülich-Kleve-Berg             |  |  |       |  |  |                                               |  |  |                                             |  |
|                                                  |                                         | 11. Marie Eleonore von Jülich-Kleve-Berg      | 22. Wilhelm, duca di Jülich-Kleve-Berg             |  |  |       |  |  |                                               |  |  |                                             |  |
|                                                  |                                         | 11. Marie Eleonore von Jülich-Kleve-Berg      | 23. Maria von Österreich                           |  |  |       |  |  |                                               |  |  |                                             |  |
| 1. Christian August von Sachsen-Zeitz            |                                         | 11. Marie Eleonore von Jülich-Kleve-Berg      |                                                    |  |  |       |  |  |                                               |  |  |                                             |  |
|                                                  | 12. Johann III, duca di Sassonia-Weimar | 24. Johann Wilhelm, duca di Sassonia-Weimar   |                                                    |  |  |       |  |  |                                               |  |  |                                             |  |
|                                                  | 12. Johann III, duca di Sassonia-Weimar | 24. Johann Wilhelm, duca di Sassonia-Weimar   |                                                    |  |  |       |  |  |                                               |  |  |                                             |  |
|                                                  | 12. Johann III, duca di Sassonia-Weimar | 25. Dorothea Susanne von der Pfalz-Simmern    |                                                    |  |  |       |  |  |                                               |  |  |                                             |  |
| 6. Wilhelm, duca di Sassonia-Weimar              | 12. Johann III, duca di Sassonia-Weimar |                                               |                                                    |  |  |       |  |  |                                               |  |  |                                             |  |
|                                                  |                                         | 13. Dorothea Maria von Anhalt                 | 26. Joachim Ernst, principe di Anhalt              |  |  |       |  |  |                                               |  |  |                                             |  |
|                                                  |                                         | 13. Dorothea Maria von Anhalt                 | 26. Joachim Ernst, principe di Anhalt              |  |  |       |  |  |                                               |  |  |                                             |  |
|                                                  |                                         | 13. Dorothea Maria von Anhalt                 | 27. Eleonore von Württemberg                       |  |  |       |  |  |                                               |  |  |                                             |  |
| 3. Dorothea Maria von Sachsen-Weimar             |                                         | 13. Dorothea Maria von Anhalt                 |                                                    |  |  |       |  |  |                                               |  |  |                                             |  |
|                                                  |                                         | 14. Johann Georg I, principe di Anhalt-Dessau | 28. Joachim Ernst, principe di Anhalt (= 26)       |  |  |       |  |  |                                               |  |  |                                             |  |
|                                                  |                                         | 14. Johann Georg I, principe di Anhalt-Dessau | 28. Joachim Ernst, principe di Anhalt (= 26)       |  |  |       |  |  |                                               |  |  |                                             |  |
|                                                  |                                         | 14. Johann Georg I, principe di Anhalt-Dessau | 29. Agnes von Barby-Mühlingen                      |  |  |       |  |  |                                               |  |  |                                             |  |
| 7. Eleonore Dorothea von Anhalt-Dessau           |                                         | 14. Johann Georg I, principe di Anhalt-Dessau |                                                    |  |  |       |  |  |                                               |  |  |                                             |  |
|                                                  |                                         | 15. Dorothea von Pfalz-Simmern                | 30. Johann Kasimir, conte palatino di Simmern      |  |  |       |  |  |                                               |  |  |                                             |  |
|                                                  |                                         | 15. Dorothea von Pfalz-Simmern                | 30. Johann Kasimir, conte palatino di Simmern      |  |  |       |  |  |                                               |  |  |                                             |  |
|                                                  |                                         | 15. Dorothea von Pfalz-Simmern                | 31. Elisabeth von Sachsen                          |  |  |       |  |  |                                               |  |  |                                             |  |
|                                                  |                                         | 15. Dorothea von Pfalz-Simmern                |                                                    |  |  |       |  |  |                                               |  |  |                                             |  |